# Fryerning
Fryerning is een dorp in het Engelse graafschap Essex. Het maakt deel uit van de civil parish Ingatestone and Fryerning. In 1870-72 telde het toen nog zelfstandige dorp 707 inwoners.
De aan de Maagd Maria gewijde dorpskerk, waar schip en priesterkoor uit de elfde eeuw stammen, heeft een vermelding op de Britse monumentenlijst.